# Dracula – wampiry bez zębów
Dracula – wampiry bez zębów (ang. Dracula – Dead and Loving it) – amerykańsko-francuski film komediowy z 1995 roku. Film ten jest parodią powieści Drakula Brama Stokera oraz jej licznych adaptacji filmowych. 

## Fabuła
W roku 1893 prawnik Thomas Renfield podróżuje z Londynu do Transylwanii na spotkanie z ważnym klientem. Celem jego podroży, jest miejsce o nazwie Zamek Draculi. Gdy podróż dobiega końca, w czasie zachodu słońca, woźnica odmawia dalszej podróży. Uprzejmi wieśniacy usilnie zalecają mu powrót, jednakże Renfield kontynuuje swoją podroż pieszo. Jego decyzja wzbudza postrach wśród ludzi. Za ów zamek określają, jako siedzibę wampirów. Dociera do celu bezpiecznie i spotyka hrabiego Draculę, który okazuje się wampirem.
Ich spotkanie jest idealną parodią Księcia Draculi. Podpisują dokumenty, umożliwiające hrabiemu wynajęcie opactwa Carfax. Gość przecina się do krwi, która tryska z jego palca niczym ze strzykawki. Prawnik pozostaje na noc i spotyka dwie wampirzyce (blondynkę i brunetkę), które odganiane zostają przez Draculę. Ten hipnotyzuje swego gościa – także w sposób prześmiewczy- by w konsekwencji stał się sługą pana wampirów i pożeraczem małych istot, z których czerpać ma energię (owadów).
Razem wyruszają statkiem do Londynu, a w drodze hrabia zabija całą załogę. Ocalony Renfield uznany zostaje za obłąkanego. Trafia do szpitala psychiatrycznego. Obok tego szpitala swoją posiadłość ma Dracula. Tam wypatruje swoją pierwszą ofiarę, jest nią Lucy. Wlatuje do jej komnaty i w nocy wypija jej krew w równie komiczny sposób – brzmi to bowiem jak siorbanie przez rurkę. Właściciel lecznicy-dr Seward nie jest w stanie zaradzić na jej stan zdrowia i wzywa do siebie specjalistę, którym jest dr Abraham Van Helsing. Ten rozpoznaje ugryzienie wampira i zaleca, aby w następną noc całe pomieszczenie obłożyć czosnkiem, który według wierzeń odstrasza wampiry. Czosnek od razu uniemożliwia Draculi dostęp do sypialni Lucy, a nawet uwolniony ze szpitala Renfield przez swoją głupotę nie pomaga w usunięciu czosnku i zostaje złapany przez doktorów. Za pomocą telepatii wywabia dziewczynę z pokoju i wypijając resztki krwi zostawia martwą na ławce. A widzi to jej przyjaciółka Mina, która woła o pomoc. Mimo tego dziewczyna umiera i zostaje pochowana.
Dr Abraham Van Helsing podejrzewa jednak, że teraz to ona stanie się wampirzycą. Zostawiają więc przy jej trumnie człowieka, aby ją pilnował. Ta jednak podstępem zwabia go do otwarcia trumny i wypijając krew zabija go. Na zewnątrz straż pełni także Jonathan Harker. Kobieta próbuje go ugryźć, lecz Van Helsing odstrasza ją krzyżem. Ta ucieka do trumny. Doktor nakazuje młodzieńcowi wbić drewniany kołek w jej serce. Jedno uderzenie jednak jej nie zabija, więc w komediowy sposób robi to po raz kolejny. Z ciała kobiety dwa razy wypływa w sposób komiczny niemal fala krwi.
W tym samym czasie Hrabia za pomocą telepatii usypia madame Ouspenskayę, a następnie próbuje wywabić Minę. Cała sytuacja jest komiczna, a kobiety niezdarne. Finalnie porywa jedną z nich, jednak musi zawrócić, gdyż przez pomyłkę zabrał gosposię, a nie Minę. Finalnie jednak zabiera odpowiednią kobietę do siebie i po jakże cudownym tańcu wypija z niej krew. Dziewczyna rano zachowuje się inaczej i przejawia wiele znaków sprośności. Dr Abraham Van Helsing wyczuwa w tym podstęp i odsłania szal z szyi dziewczyny, dzięki czemu wszyscy dostrzegają ukąszenie.
Wymyślono podstęp i zorganizowano bal. Dr Seward podejrzewa nieokiełzanego podopiecznego -Thomasa Renfielda, a Van Helsing-Draculę. Podczas balu hrabia bierze do tańca ukochaną Minę, a na znak doktora potężne lustro zostaje odsłonięte. Wszyscy goście dostrzegają, że nie widać odbicia hrabiego, co zdradza go. Gdy ten dostrzega podstęp, rozbija lustro i po porwaniu ukochanej ucieka. Aby można było go znaleźć, wypuszczają na wolność Renfielda, aby śledzić go i dotrzeć do Draculi. A, że jest on bardzo głupim mężczyzną robi to niemal od razu. W kryjówce mężczyźni uniemożliwiają Draculi ostateczną przemianę ukochanej i próbują ugodzić go kołkiem w serce. Nie udaje im się to. Wstaje dzień. Hrabia przemienia się kolejny raz w nietoperza (a co zgodne z wszechobecnym komizmem jest on nietoperzem z ludzką głową) i próbuje uciec. Jego głupi sługa jednak w kluczowym momencie odsłania deskę na  dachu, a promienie słońca spalają jego mistrza na proch. Kochanka zostaje uratowana, prochy Draculi włożone do trumny, a Renfield ślepo zmienia swego pana, na dr. Sewarda.

## Kreacja wampira
Sylwetka Draculi jest zdecydowanie inna niż we wszelkich produkcjach. Nie ma tu bowiem elementu grozy, a wszechobecny komizm. Ukazany jest on w wielu sytuacjach:
• Hrabia ma cień, który niejako żyje swoim życiem przez co ośmiesza bohatera i jest przez niego momentami nawet ganiony.
• Podczas picia krwi wydaje odgłosy jak pies albo siorbie jakby pił przez rurkę.
• Wręcz przesadnie działają na niego wszelkie przesądy dotyczące wampirów; dymi się na słońcu, nie umie przezwyciężyć zapachu czosnku, boi się krzyża, ma moc telepatyczną, nie ma odbicia w lustrze, przemienia się w nietoperza – ale w tym przypadku z ludzką głową, umie także chodzić po ścianach i sufitach.
• Nosi na głowię potężną perukę, którą nazywa swoim kapeluszem.
• Jest on bardzo nieporadny i nawet wpływając na ludzki umysł nie panuje nad ludźmi. Często się wywraca, potyka lub o coś uderza. Nawet jego śmierć jest pozbawiona jakichkolwiek cech heroicznych.
Cała jego postać przedstawiona jest bardzo komicznie. Ma to na celu niejako parodiowanie wyidealizowanej wizji wampira silnego, bystrego, nieuchwytnego, pełnego grozy.

## Główne role
- Leslie Nielsen – Dracula; główny bohater. Bardzo nieporadny, zabawny i antyheroiczny. Pije krew ludzką, co daje mu przetrwanie. Pochodzi z Transylwanii. Na końcu spalony światłem słonecznym umiera.
- Peter MacNicol – Renfield; prawnik z Anglii. Pod wpływem Draculi staje się jego sługą i całkowitym wariatem. Przez wszystkich bohaterów odbierany jako głupi. Przez swoją niemal zerową inteligencję przyczynia się do śmierci swego pana.
- Steven Weber – Jonathan Harker; Młody pomocnik dr Sewarda. Jest narzeczonym jego córki – Miny. Pomaga nieustannie w śledztwie i poszukiwaniu wampira.
- Amy Yasbeck – Mina; córka dr Sewarda i narzeczona Harkera. Bardzo delikatna, słodka i elegancka. Pod wpływem Draculi, który chciał uczynić z niej swoją wieczną kochankę, staje się sprośna i bezpośrednia. Finalnie uratowana przed śmiercią.
- Lysette Anthony – Lucy; przyjaciółka Miny. Zaatakowana dwa razy przez Draculę, przemienia się w wampirzycę, zabija strażnika i próbuje zaatakować Harkera. Ten jednak razem z dr Abrahamem Van Helsingiem wbijają w jej serce kołek i uwalniają jej duszę.
- Harvey Korman – dr Seward; właściciel szpitala psychiatrycznego. Sceptycznie nastawiony do bytów nadnaturalnych, zaczyna wierzyć w nie dopiero z czasem. Podejrzewa swojego podopiecznego – Renfielda o bycie potworem. Ma specyficzne metody lecznictwa i na wszystkich swych pacjentów stosuje lewatywę, jako środek leczniczy.
- Mel Brooks – dr Abraham Van Helsing; znawca nad bytami nadnaturalnymi. Przybywa już po pierwszym ukąszeniu Lucy. Jest podejrzliwy, ale udaje mu się schwytać podstępnie Draculę.
- Charlie Callas – Barman
- Darla Haun – wampirzyca brunetka
- Karen Roe – wampirzyca blondynka
- Anne Bancroft – madame Ouspenskaya

## Reakcje krytyków
Pomimo tego, że kreacja Hrabiego Draculi jest od zawsze intrygująca, to ów film wcale nie cieszy się pozytywną opinią wśród grona krytyków.
Film nie zyskał wiele pochlebnych opinii. Jedynie 49% z 63 489 opinii zebranych przez Rotten Tomatoes było pozytywnych. Zgodnie z oceną najlepszych krytyków owa ekranizacja szczyci się wynikiem 3,60/10.

Wśród opinii cenionych krytyków możemy znaleźć stwierdzenia:
"Albo jest to najgorsza komedia Mela Brooksa w historii, albo jest zbyt blisko innych pretendentów, by coś zmienić." - Jonathan Rosenbaum
"Nie odważać się na jakiś radykalny pomysł, ale czy komedie nie powinny mieć żartów?" -David Kronke

"Jedynymi prawdziwą iskrą jest MacNicol jako Renfield, prawnik, który po ugryzieniu przez Draculę polubił muchy i pająki." - Joe Leydon

## Reakcje ogółu odbiorców
Gdyby jednak spojrzeć na środowisko wszelkich odbiorców statystyki mogą dość odbiegać od tych, odnoszących się do krytyków.
Platforma Filmweb prezentuje statystyki zebrane spośród 34 343 oddanych ocen. Zgodnie z głosami odbiorców film uzyskał ocenę 6,6/10.

Możemy napotkać tam także pozytywne opinie, jak na przykład:
"Wielki Nielsen zaczynał jak najbardziej poważnie. Pamiętamy go jako kapitana w Zakazanej planecie, czy w Tragedii Posejdona. Potem odnalazł się w komedii dla dobra nas wszystkich. Te jego siorbanie czy ciamkanie... Jego już nie ma, ale nam przedłuża życie swoimi występami. Nie do przecenienia."-Winnetou28

## Odniesienia
Film bardzo mocno bazuje na wszelkich przekazach o wampirach, które przedstawiane były w filmach, komiksach, czy książkach. Dość widocznym jest jednak odwołanie i parodia filmu Książę Dracula z 1931 roku. Wiele scen jest niemal identyczna, a wzbogacona o elementy komiczne.